# Coleophora onobrychiella
Coleophora onobrychiella é uma espécie de mariposa do gênero Coleophora pertencente à família Coleophoridae.